# Xanthium strumarium subsp. italicum
Xanthium strumarium subsp. italicum é uma subespécie de planta com flor pertencente à família Asteraceae. 
A autoridade científica da subespécie é (Moretti) D. Löve, tendo sido publicada em Journal of the Linnean Society, Botany 71: 271. 1976.

## Portugal
Trata-se de uma subespécie presente no território português, nomeadamente em Portugal Continental e no Arquipélago dos Açores.
Em termos de naturalidade é nativa de Portugal Continental e introduzida no Arquipélago dos Açores.

## Protecção
Não se encontra protegida por legislação portuguesa ou da Comunidade Europeia.